# Місяць — суворий господар
«Місяць — суворий господар» (англ. The Moon Is a Harsh Mistress) — науково-фантастичний роман Роберта Енсона Гайнлайна. Вперше публікувався з грудня 1965 року по квітень 1966 року на сторінках журналу «IF».

## Сюжет
Час і місце дії: Місяць — Земля з 13 травня 2075 року по жовтень 2076 року.

### Передісторія
На Місяці в штучно створених містах, які знаходяться під поверхнею, живуть правопорушники з Землі (Терри), вислані за кримінальні і політичні злочини. Їх нащадки назавжди залишаються «лунарями»: в результаті фізіологічних змін в організмі під впливом низької гравітації через кілька місяців перебування на Місяці повернення на Землю стає неможливим — людина не може більше жити в умовах високої гравітації.
У важких умовах фізичного виживання у відсутності яких-небудь писаних законів на Місяці історично склалися своєрідні традиції. Наприклад, за спробу поцілувати дівчину одному туристу з Землі без її дозволу це ледь не коштувало життя, його прирекли до вильоту на поверхню Місяця без скафандра. При цьому жодних моральних обмежень на будь-які види добровільних сексуальних відносин не існує, але жінка вибирає сама. Пов'язано це було з недостатністю жінок-злочинців у первісному контингенті.
Місяць фактично є колонією Землі, більшість жителів зайняті в сільськогосподарському секторі, і велика частина виробленого продовольства експортується, хоча навіть це не може повністю задовольнити постійно зростаючі потреби Терри. Місячна адміністрація, яка підпорядковується Федерації Націй з Землі, за монопольно заниженими цінами купує у лунарів зерно і продає їм інші товари, ті, що поставляються з планети. З кожним роком різниця цін погіршує становище лунарів — вони все більше залазять у борги.
Більшість лунарів негативно ставляться до колоніальної політики земної Федерації Націй по відношенню до Місяця. Місячна Адміністрація, як провідник волі Землі, не користується підтримкою лунарів, які по можливості взагалі уникають співпраці з нею. Лунарі співпрацюють між собою добровільно, свої конфлікти вирішують швидко і радикально, залучаючи в якості третейських суддів найшанованіших лунарів. (Суддя - Мануель, випадок з вищеописаним землянином, який нібито образив дівчину. Дісталося при цьому всім, і цілком справедливо) Головним принципом відносин між лунарями є принцип «дарзанебу» (дармової закуски не буває, втім, як і дармової зарплати).

## Частина 1. Цей комп'ютер-розумник
Головний герой, від імені якого ведеться розповідь у романі, Мануель («Манні») Девіс, найкращий на Місяці наладчик комп'ютерів, інколи працює на Компанію, спілкується з суперкомп'ютером, який ожив  внаслідок безсистемних і зайвих удосконалень Компанією, який  керує практично всіма системами на Місяці. В результаті самоусвідомлення ожилий комп'ютер Майк (від імені Майкрофта Холмса, брата літературного героя Шерлока Холмса) володіє майже невичерпними обчислювальними можливостями, дитячим почуттям гумору і страждає від самотності. Більшість людей (за винятком свого єдиного друга Манні) він вважає дурнями, з якими нема про що розмовляти і тому ніхто, крім Манні, не знає, що комп'ютер ожив.
Майк з цікавості хоче дізнатися, що буде відбуватися на нелегальному політичному зібранні в приміщенні, де у нього немає мікрофонів, і Манні направляється туди з магнітофоном у кишені. Під час зборів в приміщення вриваються озброєні охоронці Місячної Адміністрації, відбувається сутичка, в результаті якої підпільники вбивають всіх охоронців. Манні тікає в компанії з красунею-агітатором підпілля Вайомінг Нотт («Вайо»). Пізніше до них у готелі приєднується один з лідерів місячного підпілля — у минулому професійний революціонер професор Бернардо де Ла Пас («Проф»). Манні знайомить їх з Майком і з його допомогою вони вирішують почати революцію, яка повинна звільнити Місяць від тиранічної влади Федерації Землі.
Головна проблема, заради вирішення якої і затівається революція — швидке і катастрофічне стухання на Місяці природних ресурсів (перш за все води, яка на земному супутнику існує у якості льодовиків, розташованих під поверхнею) у зв'язку з тим, що вони використовуються тільки в одному напрямку: поставки продовольства на перенаселену і голодну Терру. Систему конспірації створює і підтримує Майк, оскільки всі системи зв'язку перебувають під його повним контролем. Лунарі, які ненавидять Місячну Адміністрацію і зневажають населення Терри, підтримують підпільників. Організація швидко зростає, а служба безпеки Адміністрації не може впровадити інформаторів — їх списки постійно знаходяться під контролем Майка і відомі керівництву підпілля.
Майк влаштовує главі Адміністрації — Доглядачеві та його підлеглим — акції саботажу. Лунарі відкрито висловлюють невдоволення. Доглядач в паніці викликає з Терри підкріплення — роту драгунів-приборкувачів і запроваджує паспорти, які потрібно пред'являти драгунам для пересування між поселеннями. Це ще більше загострює ситуацію.
Майк створює собі віртуальну особистість по імені Адам Селен. Спочатку він тільки говорить по телефону з членами підпілля, потім через образ, який можна побачити по відеозв'язку. Всі заочно знають Адама Селена як керівника підпілля, але лише три людини (Манні, Вайо та Проф) знають, що це не людина, а комп'ютер. Манні вербує агента на Террі — Стю, багатого авантюриста, врятованого Манні від суду Лінча під час туристичної поїздки на Місяць. 
Коли драгуни гвалтують і вбивають місцеву жінку, виникає привід для повстання, лунарі знищують всіх драгун і захоплюють офіс Наглядача.

## Частина 2. Озброєна чернь
Майк фальшує доповіді Наглядача на Землю, щоб дати революціонерам час організувати свою роботу. Тим часом професор створив «Спеціальний конгрес», щоб відсіяти незгідних. Коли Земля нарешті дізнається правду, Місяць оголошує свою незалежність 4 липня 2076 року, на 300-річчя Декларації незалежності США.
Манні та професор летять на Землю, щоб відстоювати права Місяця, де вони були прийняті в Агрі, штаб-квартирі Федерації Націй, і розпочають світовий тур, рекламуючи переваги вільного Місяця, одночасно закликаючи уряди різних країн будувати катапульти для доставки товарів на Місяць для обміну їх на зерно. Зрештою, їх пропозиції відкидають, а їх самих ув'язнюють, але Стю звільняє їх та разом з ними повертається на Місяць.
Громадська думка на Землі не є одностайною в цьому питанні, тоді як на Місяці новини про арешт Менні та спроба підкупити його, призначивши новим Наглядачем, об'єднали всіх лунарів. Проводяться вибори, в яких Манні, Вайо і Профа обирають депутатами (можливо, за участю Майка).

## Частина 3. Дарзанебу
Федерація Націй посилає армію для придушення повстання, але її знищуюють з великими втратами серед лунарів. Майк поширює чутки про смерть Адама Селена, щоб звільнитись від необхідності підтримувати його особистість.
Майк примудрився за допомогою спеціальної катапульти (спочатку призначеної для доставки продовольства на Землю) бомбити планету уламками скель і відбити атаку крейсерів з Землі. Остаточна перемога у вигляді визнання незалежності Місяця коштувала життя ідейному натхненнику і фактичному керівнику революції професору Бернардо де-ла-Пасу. Суперкомп'ютер Майк в результаті бомбардування перестав проявляти свої людські якості і перетворився на звичайний комп'ютер. У фіналі столітній Мануель збирається відправитися колонізувати астероїди — за місячним мірками він зовсім не старий чоловік!

## Головні герої
- Мануель Гарсія О Келлі-Девіс — бурильник, втратив руку, налагоджувач комп'ютерів, згодом — повноважний посол Місяця на Землі, міністр оборони Вільної Місяця.
- Вайомінг Нотт-Девіс — блондинка, підпільний агітатор, заробляла на життя сурогатним материнством (виношувала чужих дітей).
- Професор Бернардо де-ла-Пас (в пер. А. А. Щербакова де ля Світ)— засланий на Місяць за підривну діяльність теоретик і організатор революції, згодом — голова уряду Вільного Місяця.
- Майк, він же Адам Селен — суперкомп'ютер HOLMES IV (Хомо-орієнтований логічний багатокритеріальний супервізор, версія IV, модель L)
- Хейзел Меад (пізніше Хейзел Стоун(інші мови)) — 12-річна дівчина, яка втручається в бійку під час рейду на зустріч агітаторів. Пізніше Менні призначає Хейзел керувати дитячими загонами шпигунів і кур'єрів.

## Нагороди та оцінки
Альгіс Будріс описав роман як «найбільш рівний роман Гайнлайна останнього часу» і похвалив майстерність Гайнлайна в написанні політичної наукової фантастики.  Андрій Балабуха вважає, що цей роман «опинився в мовному відношенні вершиною гайнлайнівської творчості». Кирило Бенедиктов в рецензії на роман зазначає, що доля романа склалася дуже вдало: роман отримав престижну премію Г'юго на наступний рік після виходу, а надалі був відзначений премією «Прометей» від Лібертаріанського Футуристичного Суспільства (нагорода «Зал Слави» (англ. Hall of Fame), 1983  ). У грудні 1998 року завоював найбільшу кількість голосів з романів Гайнлайна і посів п'ятнадцяте місце в загальному списку 100 найкращих романів XX століття, написаних англійською мовою, який запропонувало читачам видавництво «Random House». .
Незважаючи на очевидну сюжетну лінію (революція на Місяці), Бенедиктов вважає, що це в першу чергу «роман ідей», у зв'язку з чим передрікає голлівудській екранізації «відрив від першоджерела», оскільки в «пригодах духу» американський кінематограф не сильний.
Також роман неодноразово займав місця в списку 10 найкращих за весь час романів журналу Locus (№ 8 у 1975, № 4 у 1987 і № 2 в 1998 серед романів, опублікованих до 1990 року).